# My One True Friend
«My One True Friend» — песня, записанная американской певицей Бетт Мидлер для её девятого студийного альбома Bathhouse Betty 1998 года. Авторами песни стали Кэрол Кинг, Кэрол Байер-Сейджер и Дэвид Фостер, последний также выступил в качестве продюсера.
Песня была выпущена в качестве ведущего сингла с альбома в августе 1998 года и добралась до 16-го места в чарте Hot Adult Contemporary Tracks. Песня также стала саундтреком к фильму Карла Франклина «Истинные ценности».

## Отзывы критиков
Рецензент журнала Billboard дал положительную оценку песне, назвав её «освежающей поп-балладой, которая призвана тронуть сердца всех, кто всё ещё не отошёл от „Wind Beneath My Wings“». Также он отметил, как Продюсер Дэвид Фостер окутывает Мидлер в великолепную оркестровку, а соавтор Кэрол Кинг окружает диву плавными фортепианными партиями, сама же Мидлер, по его мнению, выдаёт трогательное, уместно мелодраматичное представление.

## Варианты издания
CD-сингл (Европа)
1. «My One True Friend» — 3:49
2. «Heaven» — 3:29
3. «I’m Hip» — 2:45

CD-сингл (Германия)
1. «My One True Friend» — 3:49
2. «Heaven» — 3:29

CD-сингл — промо (США)
1. «My One True Friend» — 3:49

## Чарты
| Чарт (1998)                        | Высшая позиция |
| ---------------------------------- | -------------- |
| Великобритания (OCC UK Singles)    | 58             |
| Канада (RPM Adult Contemporary)    | 49             |
| Нидерланды (Single Top 100)        | 87             |
| США (Billboard Adult Contemporary) | 16             |